# St Paul's Girls' School
La St Paul's Girls' School est une école privée de filles, fondée en 1904 à Brook Green, Hammersmith, West London, Londres.

## Histoire
St Paul's Girls' School est fondée par la Vénérable compagnie des merciers, en 1904, en partie grâce à la dotation de la fondation créée par John Colet, pour compléter la St Paul's School de Londres, école de garçons qu'il avait ouverte au XVIe siècle. 
Le premier projet de fondation remonte à 1872, lorsque John William Lyttleton (1817-1876), responsable de la Commission for Endowed Schools, chargée d'adapter le nombre d'établissements à la population en âge scolaire et notamment de la création d'écoles de filles, suggère qu'une partie du fonds légué par John Colet pour l'école de garçons soit utilisée pour créer une école de filles. Plusieurs sites londoniens sont envisagés, et le choix se porte sur Brook Green (en), un quartier de Hammersmith. Les travaux commencent en 1901, sur le site actuel. Les plans sont conçus par l'architecte Gerald Horsley. La première principale est Frances Ralph Gray, ancienne étudiante du Newnham College à Cambridge et maître de conférences au Westfield College, elle dirige l'école de 1903 à 1927. L'école est inaugurée en 1904, par la princesse de Galles, accompagnée par son mari, le futur roi George V.

## Fonctionnement de l'école
Les études sont organisées entre la Lower School (Years 7 et 8, début des études secondaires), la Middle School qui prépare les élèves à l'examen GCSE qui sanctionne au Royaume-Uni la fin de l'enseignement obligatoire (Year 9 à 11), et la Senior School (Year 11 à 13) qui prépare à l'accès à l'université, A-levels ou Pre-U.
Le conseil d'administration de l'école comprend des représentants des universités d'Oxford, de Cambridge et de Londres.
L'école a eu plusieurs éminents directeurs des activités musicales, notamment Gustav Holst (1905-34) et Herbert Howells (1936-62). Gustav Holst y a composé les St Paul's Suite et Suite Brook Green pour les élèves. Il crée son œuvre la plus célèbre, Les Planètes, sous la direction d'Adrian Boult, le 29 septembre 1918, au Queen's Hall, alors qu'il enseigne à St Paul. Le compositeur John Gardner, connu pour ses arrangements de carols  traditionnels, notamment Tomorrow Is My Dancing Day et The Holly and the Ivy, est directeur de la musique en 1962. Un orgue construit par J. W. Walker & Sons Ltd (en) est inauguré en 1910, par le titulaire des orgues de Westminster, Frederick Bridge.
L'école édite un magazine annuel, le Paulina, depuis 1904,. Plusieurs associations permettent aux élèves de débattre sur des thèmes liés à l'histoire, à la littérature. Le premier club de botanique est créé en 1904. Le sport fait partie des études, l'école possède une piscine dès 1911, son équipe gagne la coupe  de tennis féminin Aberdare en 1942 et 1944. 
En 1927, Ethel Strudwick, fille du peintre préraphaélite John Melhuish Strudwick, ancienne étudiante et enseignante de Bedford College, succède à Frances Ralph Gray à la direction de l'école. L'école s'équipe d'un laboratoire scientifique, inauguré en 1933.
En 1948, Margaret Osborn, formée à St Hugh's College, Oxford prend la direction de l'école. Pour son cinquantième anniversaire, l'école tient un service religieux à la cathédrale St Paul, suivi d'un banquet avec les anciennes élèves. Alison Munro, ancienne élève de l'école et diplômée de St Hilda's College, est nommée directrice en 1964, elle est la première ancienne élève de l'école à en prendre la direction et a fait auparavant une carrière de haut fonctionnaire. Elle contribue à la modernisation de l'école et de sa gouvernance. Puis Heather Brigstocke, ancienne étudiante de Girton College, prend la direction en 1974, elle introduit les cours d'économie et les conférences hebdomadaires. Helen Williams, elle aussi ancienne étudiante de Girton College et enseignante à l'université d'Édimbourg, lui succède en 1989, puis Janet Gough, une ancienne enseignante de l'école en 1992, Elizabeth Diggory en 1998, Clarissa Farr en 2006. Sarah Fletcher est directrice depuis 2017.

## Directrices de l'école
- Frances Ralph Gray, 1903-1927[7]
- Ethel Strudwick, 1927-1948
- Margaret Osborn, 1948-1963
- Alison Munro, 1964-1974
- Heather Brigstocke, 1974-1989
- Helen Williams 1989-1992
- Janet Gough, 1993-1998
- Elizabeth Mary Diggory,1998-2006
- Clarissa Marie Farr, 2006-2017
- Sarah Fletcher, depuis 2017

## Anciennes élèves
- Gillian Ayres, peintre
- Lucy Briers, actrice
- Beatrice de Cardi, archéologue
- Eleanora Mary Carus-Wilson, historienne
- Joan Cross, cantatrice
- Jane Drew, architecte
- Sophie Hunter, metteur en scène
- Celia Johnson, actrice
- Jane Joseph, musicienne
- Jessica Mann, écrivaine
- Irene Manton, botaniste
- Sidnie Manton, entomologiste
- Emily Mortimer, actrice
- Onora O'Neill, philosophe
- Cecilia Payne-Gaposchkin, astronome
- Chrystabel Procter, jardinière et horticultrice
- Joan Beauchamp Procter, zoologiste
- Joan Robinson, économiste
- Sarah Smart, actrice
- Mary Stocks, personnalité politique
- Zoe De Toledo, sportive
- Helen Wallis, historienne
- Rachel Weisz, actrice
- Shirley Williams, femme politique

## Galerie

St Paul's Girls' School
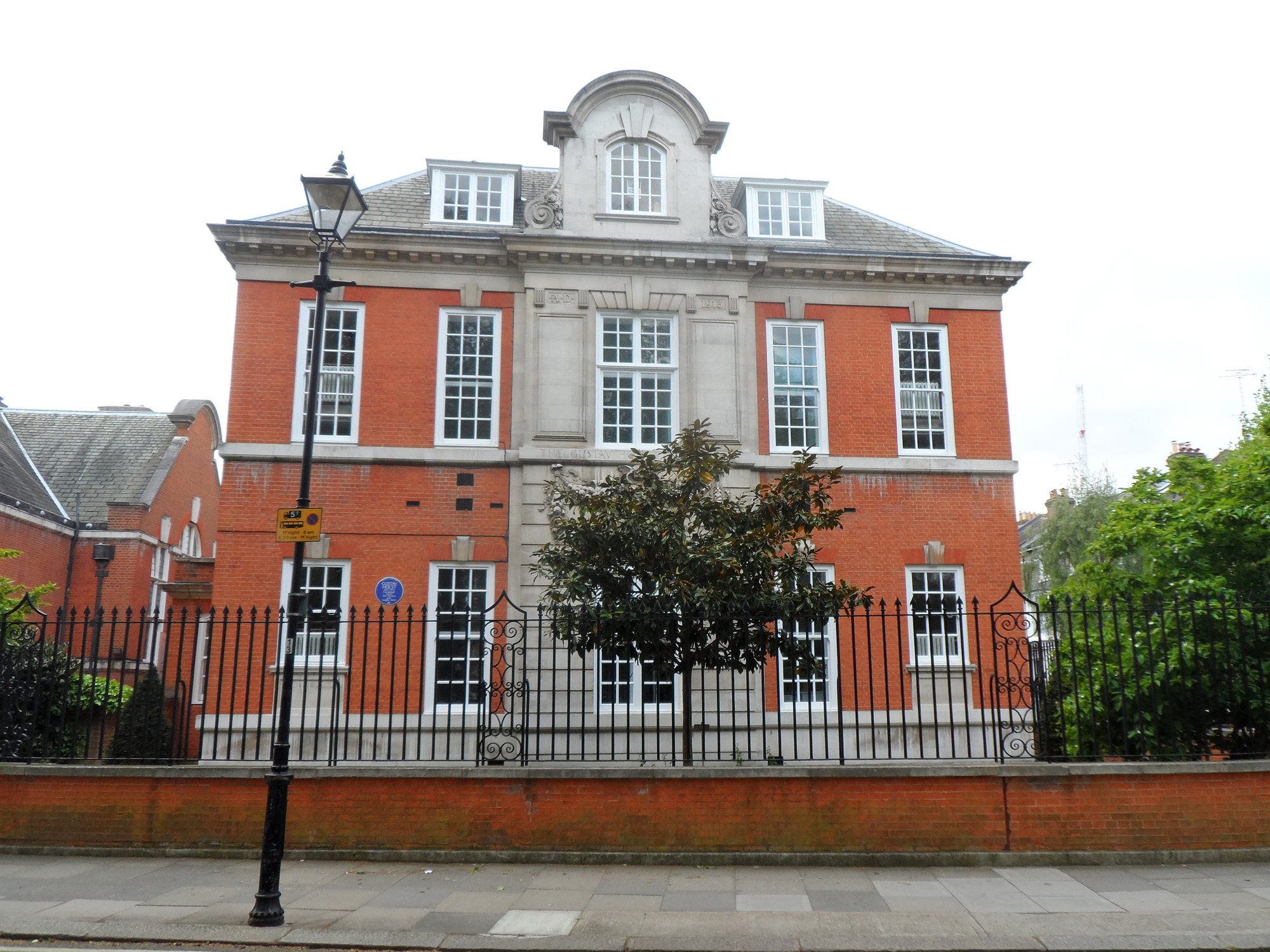
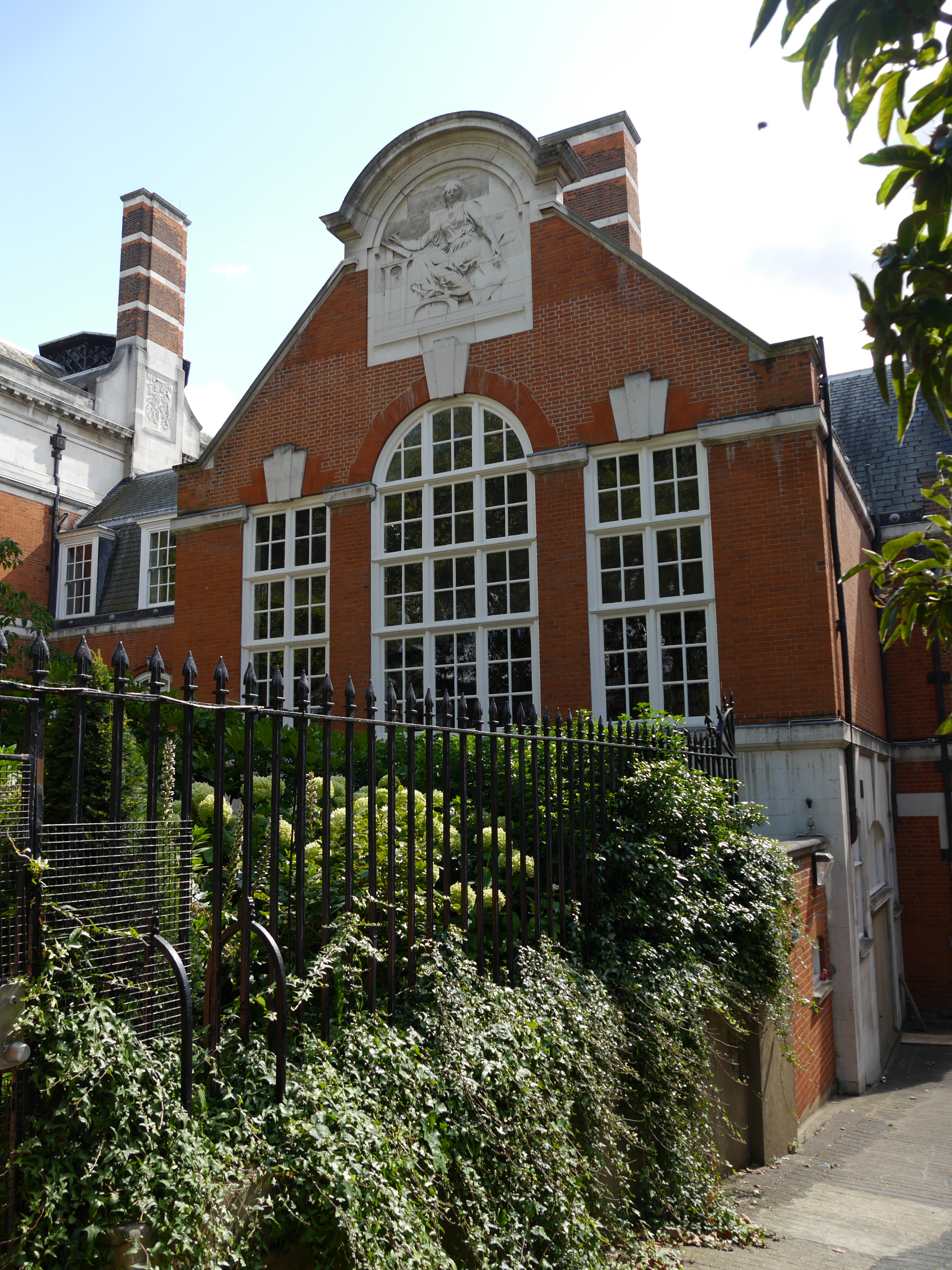
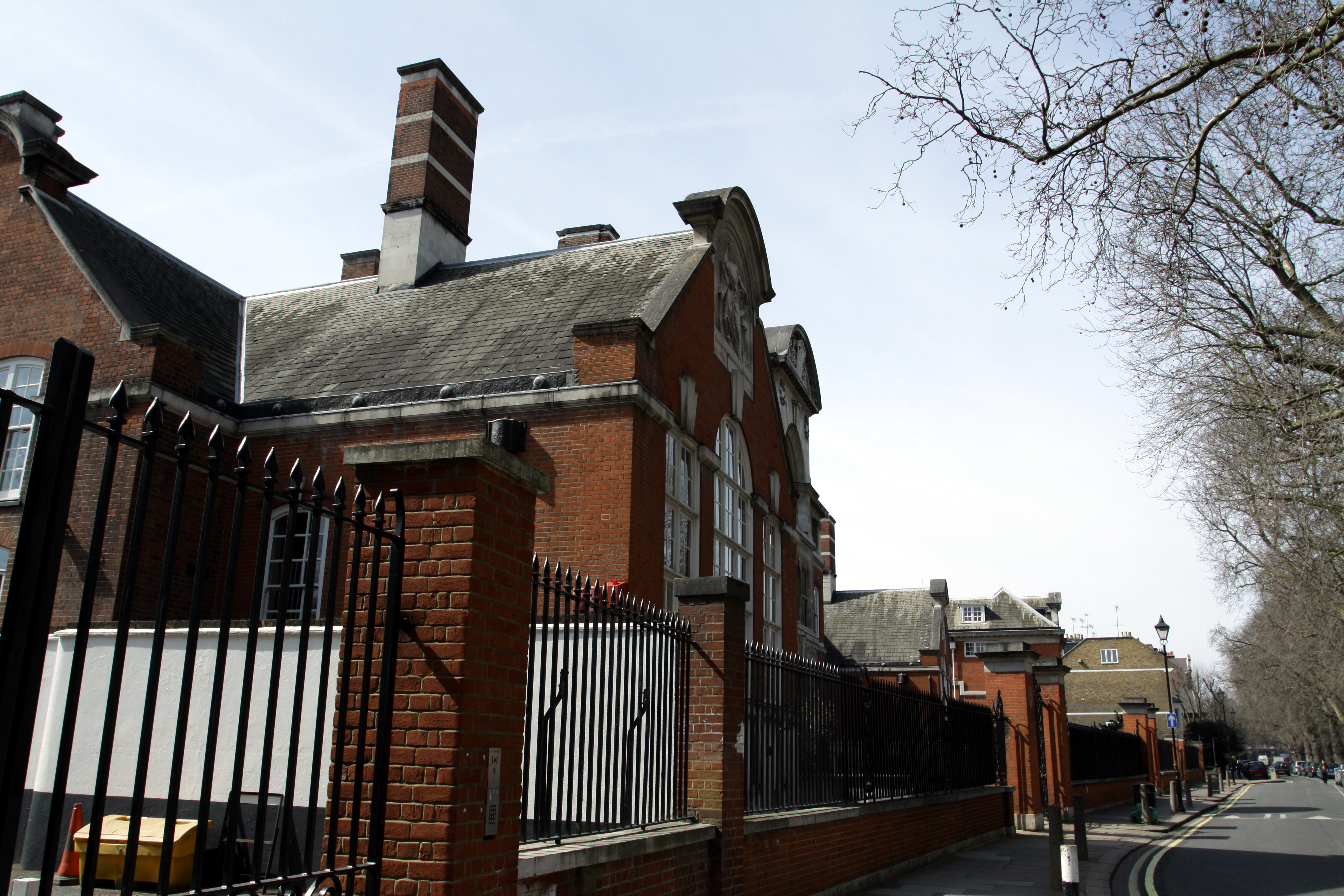
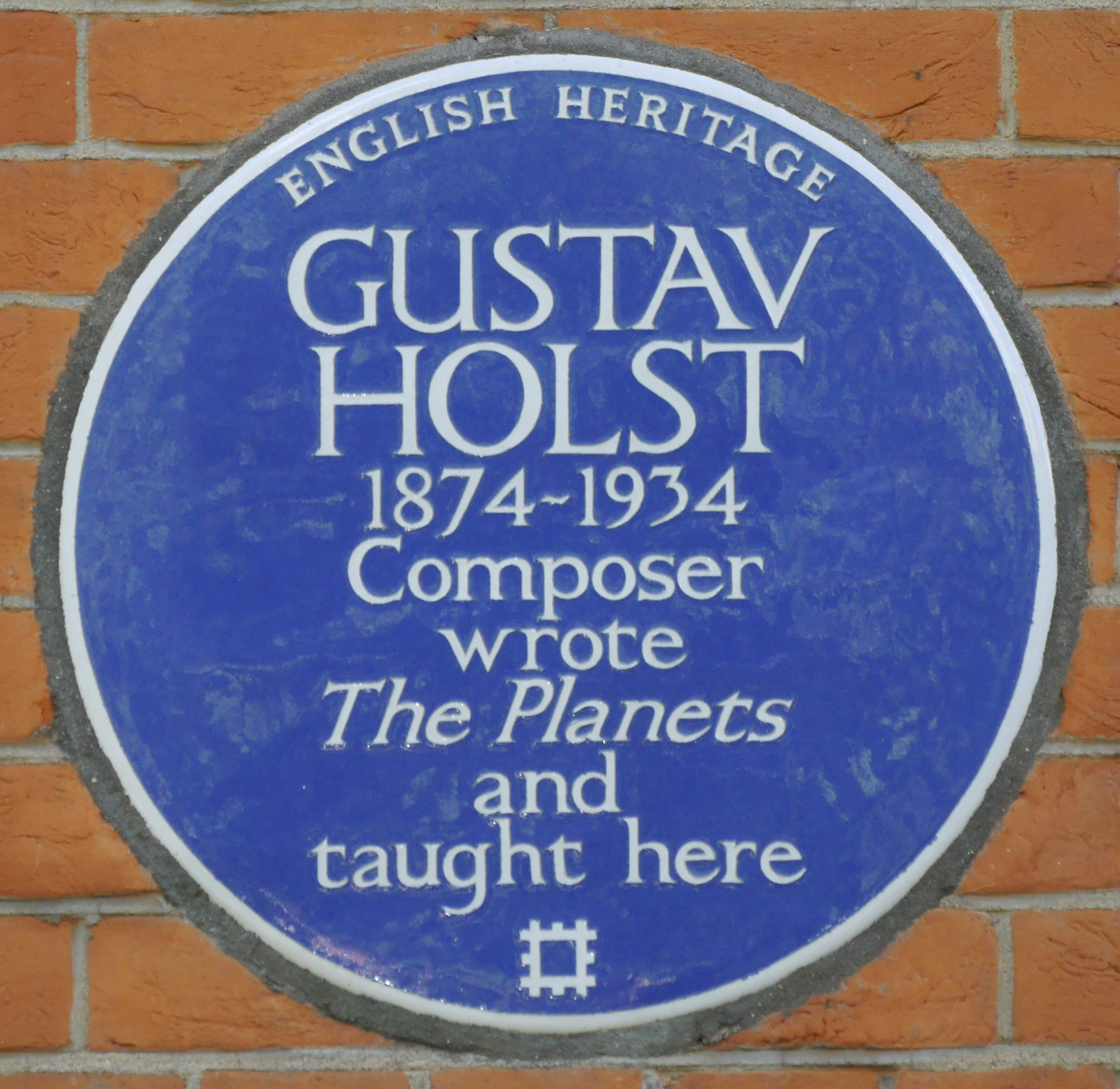
En mémoire de Gustav Holst.
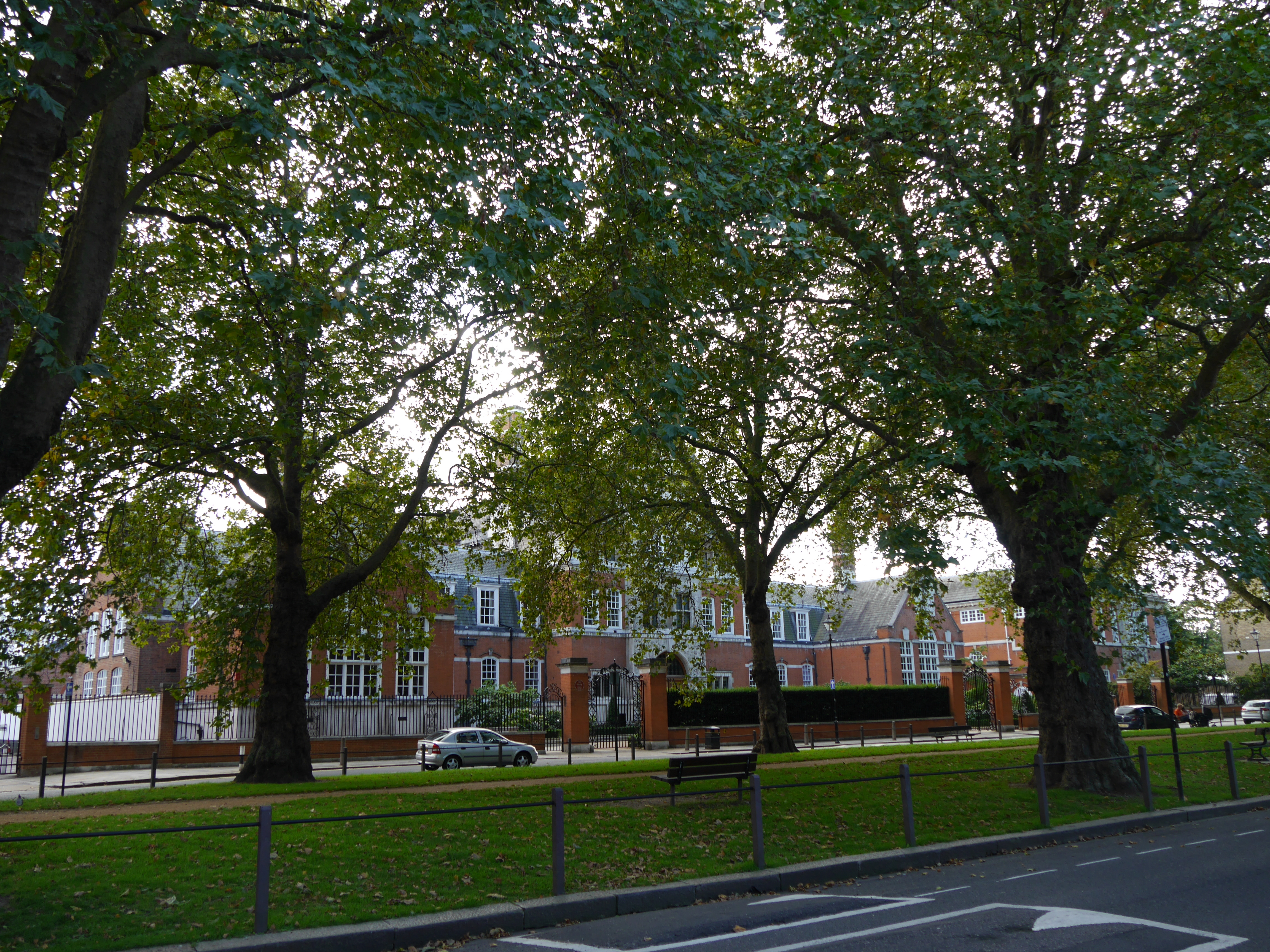
Vue panoramique.